# Perhat Tursun
Perhat Tursun (ujg. ‏پەرھات تۇرسۇن;‎; ur. w styczniu 1969) – ujgurski pisarz i poeta. Uważany jest za jednego z najwybitniejszych współczesnych pisarzy ujgurskich, został porównany m.in. do Salmana Rushdie’go.
Urodzony w 1969 w wiosce Atuş wi Sinciangu. Mieszkał w Urumczi. Uzyskał doktorat z Uniwersytetu Minzu w Chinach w 2011 r. W styczniu 2018 roku zaginął; po pewnym czasie dowiedziano się, że został zatrzymany przez chińskie władze, a następnie po spędzeniu ponad roku w obozie reedukacyjnym skazany na 16 lat więzienia. Jego uwięzienie jest uważane za element prześladowania społeczności ujgurskiej w Chinach. Niektórzy tłumacze Tursuna w Chinach także zostali aresztowani, przez co późniejsi są anonimowi lub mieszkają poza Chinami. Konkretne powody jego aresztowania nie są znane, sugerowano, że może to być spowodowane podpisaniem przez niego petycji z prośbą do rządu chińskiego o poszanowanie języka ujgurskiego.
Jego książka The Art of Suicide (1999), określona jako krytyczna do islamu, wywoła falę protestów wśród muzułmańskiej ludności w Sinciangu, po których władze chińskie wydały zakaz publikowania dalszych książek Tursuna. Kilka jego wierszy i co najmniej jedna książka doczekały się tłumaczeń na język angielski i spotkały się z pozytywnym odbiorem przez krytyków.
Książka The Backstreets: A Novel from Xinjiang, została wydana po angielsku w 2022 roku (nie miała wcześniejszego wydania po ujgursku); amerykański wydawca (Columbia University Press) i tłumacz mieszkający w USA zakładają, że Tursun i drugi tłumacz (obydwaj aresztowani lata temu) prawdopodobnie nie wiedzą, że książka ukazała się za granicą.
W chwili zniknięcia Tursun pracował nad pięcioma nieukończonymi powieściami.

## Twórczość
- The Art of Suicide (1999)
- The Backstreets: A Novel from Xinjiang (2022)[10]